# كين مالكوم
كين مالكوم (بالإنجليزية: Ken Malcolm)‏ (25 يوليو 1926 بأبردين في المملكة المتحدة - 23 مايو 2006 بإبسوتش في المملكة المتحدة) هو لاعب كرة قدم بريطاني (وحمل سابقاً جنسية المملكة المتحدة لبريطانيا العظمى وأيرلندا) في مركز الظهير. لعب مع إيبسويتش تاون ونادي اربوراث.

## وصلات خارجية
- كين مالكوم على موقع قاعدة بيانات كرة القدم.إي يو (الإنجليزية)